# 海宝塔寺
海宝塔寺，又称“海宝禅院”，位于宁夏银川兴庆区北塔公园内，是清朝建筑，也是宁夏最古老的佛教建筑。寺中的海宝塔是中国首批全国重点文物保护单位之一。

## 建筑风格
海宝塔寺格局为坐西向东。
- 山门为三间歇山殿堂式，门楣匾额上“海宝塔寺”为赵朴初所题。
- 天王殿和大雄宝殿，与南北侧厢房共同组成一个天井院落，为寺院前院，即主要佛事场所。
- 塔座之后过天桥，可通向另一高台上的韦驮殿、卧佛殿，其与两侧厢房组成另一个天井小院，为寺院后院。

### 海宝塔
海宝塔在大雄宝殿之后，始建年代不详，后经考古研究初步考证为北朝年间所建。它是寺内的主体建筑，又名“黑宝塔”，俗称“北塔”。为方形九层十一级楼阁式砖塔，台上四周为青砖砌花墙，东面正中有石阶可以登临塔座门。塔身呈方形，每层四面设券门，构成十二角形。塔身内上下层之间以木板相隔，倚木梯可抵顶层。海宝塔建筑风格独特，为中国古塔所罕见。